# Frakciona destilacija
Frakciona destilacija služi za razdvajanje komponenti u višekomponentnih sistemima (smeša) u njegove delove, ili frakcije, kao što je razdvajanje hemijskih jedinjenja na bazi njihove tačke ključanja putem zagrevanja do temperature na kojoj jedna ili više frakcija jedinjenja ispari. Frakciona destilacija je specijalni tip destilacije. U opštem slučaju komponente smeše ključaju na temperaturama u rasponu manjem od 25 °C pod pritiskom od jedne atmosfere (atm). Ako je razlika u tačkama ključanja veća od 25 °C, koristi se jednostavna destilacija.

## Frakciona destilacija vazduha
Ovim procesom se razdvaja vazduh na azot, kiseonik i plemenite gasove.
Stupnjeve ovog procesa su:
- pranje vazduha
- sabijanje
- sušenje
- hladjenje
- frakciona destilacija (rektifikacija)

## Spoljašnje veze
- Validating Your Binary VLE Data
- ACS Distillation Tower Packing
- Chemistry Activity: Fractional Distillation